# Joëlle Borowski
Joëlle Borowski, née le 3 juin 1961, est une femme politique française.

## Parcours politique
Suppléante d'Aurélie Filippetti, nommée Ministre de la Culture et de la Communication dans le gouvernement Ayrault I elle est brièvement députée de la huitième circonscription de la Moselle du 17 au 19 juin 2012, date de la fin de la XIIIe législature. Elle siège parmi les non-inscrits, l'Assemblée nationale ne se réunissant plus.
Michel Liebgott, membre du Parti socialiste, lui succède.